# Ragna Grubb
Ragna Grubb Laursen f. Grubb (20. marts 1903 i København – 9. juni 1961 på Frederiksberg) var en dansk arkitekt.
Hun var datter af assistent, senere direktør Marius Julian Bendt Grubb (1873-1948) og Sophie Christine Kragh (1876-1972), blev student fra Nørre Gymnasium 1921 og tog afgang fra Det tekniske Selskabs Skole 1922. Dernæst kom hun på Kunstakademiets Arkitektskole, hvorfra hun tog afgang 1933. Hun besøgte Tyskland, Schweiz og Italien 1921 og Frankrig 1925-26 og var senere hyppigt på rejse. Grubb var i studietiden medarbejder hos Kaj Gottlob 1928-32, hos Povl Baumann og Knud Sørensen 1933-34 og hos Palle Suenson 1934. 1935 etablerede hun – som en af meget få kvinder i samtiden – egen tegnestue. Allerede 1934 havde hun vundet konkurrencen om Kvindernes Bygning (oprindeligt også Hotel Cecil) i København, der er opført i jernbeton i kompromisløs funkisstil. Eftertiden har dog været hård ved hendes bygning, hvor den oprindelige facade med et lyst flisemønster overalt er blevet efterisoleret med påmonterede plader og forsynet med nye vinduer og brune fliser i stueplan.
Grubb var især optaget af socialt boligbyggeri; herunder omsorgen for de mindrebemidlede, børnerige familiers boligproblem. Hun var fortaler for lejligheder med 2 og 3 kamre til familier med flere børn, og hun fik gennemført sine planer, da hun i 1937 vandt 1. præmie i Foreningen Socialt Boligbyggeris konkurrence om lejlighedstyper, som resulterede i opførelsen af en boligblok i forbindelse med det meget store sociale boligbyggeri, der blev realiseret på Bispebjerg i slutningen af 1930'erne. Hun tegnede også en del lette træmøbler til bebyggelsen. Hendes blok fremstår i dag helt ombygget med bl.a. plasticvinduer.
Hun ægtede 13. november 1937 på Frederiksberg arkitekt Christian Laursen (30. juni 1902 sammesteds – 21. oktober 1973), søn af malermester Jørgen Laursen og Sophie Emilie Caroline Sie. Ægteskabet og familielivet fik Ragna Grubb til at omdanne sin praksis som arkitekt, og hun arbejdede med design af interiør og møbler, restaureringsarbejder samt lejlighedsvis med tegning af énfamiliehuse.
Grubb udstillede på Charlottenborg Forårsudstilling i 1939 og 1941.
Hun er begravet på Mariebjerg Kirkegård.

## Værker
- Kvindernes Bygning med Hotel Cecil, Niels Hemmingsens Gade 8-10, København (1935-37, 1. præmie 1934, hotellet lukket ca. 1960, siden ombygget med nye vinduer og ny facade mm.)
- Blok 7, Kantorparken, Bispebjerg, København (1939-40 for Foreningen Socialt Boligbyggeri, sammen med Karen Hvistendahl og Ingeborg Schmidt, 1. præmie 1937, ombygget med nye vinduer og kviste)
- Enkelte villaer, sommerhuse og et børnehus
- Projekt til restaurering af Skindergade 38, København (1950, præmieret)